# Charlotte Böcklin
Erna Charlotte Elisabeth Böcklin (auch Charlotte Freifrau von Barnekow; * 25. Februar 1894 in Königsberg; † 11. Dezember 1981 in Berlin) war eine deutsche Schauspielerin in der Stummfilmzeit.

## Leben
Böcklin arbeitete unter Regisseuren wie Alexander von Antalffy, Lorenz Bätz, Carl Boese, Arthur Günsburg, Gerhard Lamprecht, Max Obal und Otto Rippert.
In Otto Ripperts zweiteiligem Sozialdrama “Der Weg, der zur Verdammnis führt” von 1918/19, in dem die abenteuerliche Geschichte zweier junger Frauen erzählt wird, die Mädchenhändlern in die Hände fallen, verschleppt werden und in der Prostitution enden, stand sie u. a. mit Käthe Haack und Grete Weixler vor der Kamera, mit Conrad Veidt 1919 in “Die Okarina”, dem der Roman “Treu wie Gold” (1912) der dänischen Autorin Karin Michaëlis zugrunde lag. In “Das goldene Buch” war sie 1919 neben Alexander Granach zu sehen. In “Die schwarze Marion” trat sie neben Reinhold Schünzel auf. In “Sumpfhanne” waren Ernst Dernburg und Ferdinand von Alten ihre Partner.
Eher heiterer Natur war die Zweiakter-Serie um die Filmfigur “Krause”, die der Schauspieler Karl Neisser verkörperte. In zwei Episoden daraus, “Ganz ohne Krause” und “Papa Krause”, beide 1918, trat Charlotte Böcklin auf. Drehbuchautor war Leonhard Haskel, Regie führte Lorenz Bätz. Die “A.G. Filmfabrikation Arthur Günsburg Berlin” produzierte die Serie, die heute nahezu vergessen ist.
Zu einer Reihe von Filmen, in denen sie mitwirkte, schrieb Karl Figdor das Manuskript; zu je zwei Filmen verfassten Hans Hyan und Marco Brociner die Drehbücher. Ihr Rollencharakter war entweder der der ‘anrüchigen’ Frau oder der gebeutelten, vom Schicksal nicht verschonten Leidenden. Ihr Rollenspektrum reichte von der Halbweltdame in Kriminalfilmen wie “Die Edelsteinsammlung” mit Viggo Larsen als Detektiv über soziale outlaw-Gestalten wie “Die schwarze Marion” und die “Sumpfhanne” bis hin zu Aenne Wolter, die den “Hyänen der Lust” zum Opfer fällt.
Sie war die "Asphaltrose" Hilde Brunn im großstädtischen Verbrechermilieu (1922) und die unstandesgemäße Geliebte Aline Puvogel in Gerhard Lamprechts Verfilmung der “Buddenbrooks” (1923) ebenso wie die “Frau ohne Gewissen” Felicitas Alberti, in ihrem (vermutlich) letzten Film von 1925.
In den Jahren 1919 und 1920 war sie mit dem Schriftsteller Hans Egon Karl Rudolf Kurt Freiherr von Barnekow verheiratet. Sie starb 1981 in Berlin-Wilmersdorf.

## Filmografie
- 1917: Eine verzwickte Geschichte
- 1918: Des Lebens Rutschbahn
- 1918: Die Testamentsheirat
- 1918: Die Ehe der Lea Psantir (Buch: Marco Brociner)
- 1918: Weib gegen Weib, auch: Der Mord an der Newa, Unter falschem Paß (Buch: Marco Brociner)
- 1918: Der Weg, der zur Verdammnis führt
- 1919: Liebeswirren
- 1919: Der Weg, der zur Verdammnis führt, 2. Teil. Hyänen der Lust
- 1919: Das goldene Buch (Buch: Karl Figdor)
- 1919: Der Goldfasan
- 1919: Der Tintenfischclub (Buch: Karl Figdor)
- 1919: Die Brüder von Sankt Parasitus (Detektivfilm aus der „Stuart Webbs“-Reihe) (Buch: Karl Figdor)
- 1919: Die Teufelsgeige (Buch: Karl Figdor)
- 1919: Erste Liebe (Buch: Fridel Köhne mit Hans Brennert)
- 1919: Die Sumpfhanne (Buch: Karl Figdor) (nach Fridel Köhne (?))
- 1919: Die Edelsteinsammlung (Buch: Hans Hyan)
- 1919: Kinder der Liebe, 1. Teil (Buch: Hans Hyan et al.)
- 1919: Die schwarze Marion
- 1919: Die Okarina (nach Karin Michaelis)
- 1920: Die andere Welt
- 1920: Das Lied der Puszta (Buch: Karl Figdor)
- 1920: Fata Morgana (Buch: Karl Figdor)
- 1920: Der Tanz in den Abgrund (Buch: Karl Figdor)
- 1920: Mamsell Napoleon
- 1921: Die Tragödie des Carlo Prinetti
- 1922: Die Asphaltrose
- 1922: Wer wirft den ersten Stein
- 1923: Kinder von Heute
- 1923: Die Buddenbrooks
- 1924: Künstlerehe (Verleihtitel in Deutschland, ursprünglich: “Die Tragödie des Carlo Prinetti”, 1921)
- 1925: Frau ohne Gewissen